# Asdrúbal Aguiar
Asdrúbal Aguiar Aranguren (Caracas, 14 de enero de 1949) es un jurista, político y escritor venezolano.

## Biografía
Nacido en Caracas, Venezuela, el 14 de enero de 1949, es hijo de Aura Aranguren Figueroa de Aguiar, natural de Siquisique, Estado Lara, y del doctor Hermágoras Aguiar Nieto, de Río Tocuyo, Estado Lara, ambos fallecidos. Egresado de abogado (1970) en la Universidad Central de Venezuela en Caracas, donde además cursó una Maestría en Derecho de la Integración Económica  en la Facultad de Ciencias Jurídicas y Políticas.
Es Diplomado como Especialista en Comercio Internacional (1972) por la Universidad Internacional Libre de Guido Carli (LUISS) en Roma y consiguió el doctorado en Derecho, mención summa cum laude en la Universidad Católica Andrés Bello de Caracas. Se le otorgó el Doctorado Honoris Causa por la Universidad del Salvador de Buenos Aires.
De formación social-cristiana tuvo una breve militancia en el partido socialcristiano COPEI, pero actualmente no profesa militancia política. Fue Coordinador fundador del Máster en Administración de la Integración del IESA; del Instituto de Altos Estudios de América Latina de la Universidad Simón Bolívar; y del Centro de Investigaciones Jurídicas de la Universidad Católica Andrés Bello.
Es profesor  titular (catedrático) por ascenso en la Universidad Católica Andrés Bello, enseñando Derecho internacional público y Derechos humanos, igualmente, en varias universidades nacionales y extranjeras, a nivel doctoral y de maestría, como la Universidad de Buenos Aires, la Universidad del Salvador de Argentina, y la Universidad Autónoma de Honduras.  
Ensayista y escritor, es columnista de prensa desde 1969, cuando se desempeña como director de la Agencia Internacional de Noticias IPS en Caracas. Fue miembro del Consejo Editorial del diario El Universal. Es  directivo del diario El Impulso (Barquisimeto, Venezuela) y Consejero editorial de Diario Las Américas, Miami. Ha recibido el Gran Premio Chapultepec 2009 de la SIP por su defensa de la democracia y la libertad en las Américas, y el Galardón Ocho Columnas de Oro al Periodismo (México, 2010). Actualmente, es miembro del Consejo de Directores de la Sociedad Interamericana de Prensa (SIP).    
Es Miembro de la Real Academia Hispanoamericana de Ciencias, Artes y Letras de España, de la Academia Internacional de Derecho Comparado de La Haya, de las Academias Nacionales de Ciencias Morales y Políticas y de Derecho y Ciencias Sociales de Buenos Aires.  
Ha tenido una dilatada carrera al servicio del Estado venezolano y la comunidad internacional, ocupando los cargos de secretario de la Gobernación del Estado Bolívar (1969-70) y Secretario de Gobierno del extinto Distrito Federal (1980-82). Ejerció como representante de Venezuela en el Instituto Internacional de Integración del Convenio Andrés Bello, gobernador Alterno del Banco de Desarrollo del Caribe, Juez de la Corte Interamericana de Derechos Humanos y Presidente del Comité Ejecutivo de Unión Latina (Tratado de Madrid, 1954). Y, con el rango de Embajador, se desempeñó como director general de Cooperación Internacional, Viceministro a.i. en el Ministerio de Relaciones Exteriores, y jefe de la misión diplomática en Santiago de Chile. 

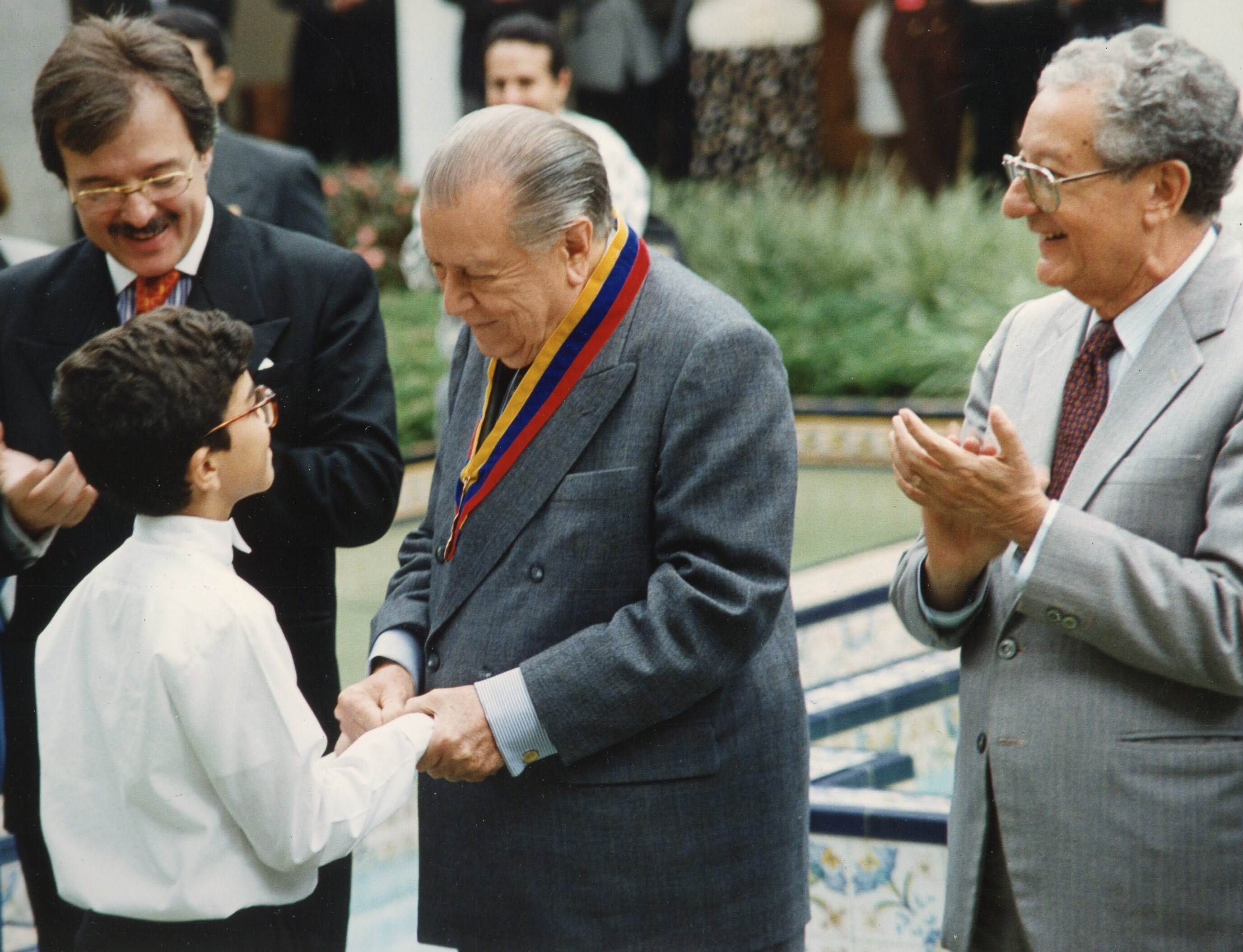
Asdrúbal Aguiar junto al presidente Rafael Caldera.

Fue gobernador del Distrito Federal entre 1994 y 1996 designado por el presidente de la República Rafael Caldera, en cuyo gobierno además se desempeñó como Ministro de la Secretaría de la Presidencia, entre 1996 y 1998, Ministro de Relaciones Interiores entre 1998 y  1999, y Encargado de la Presidencia de la República (1998). 
Relator del Proyecto de Declaración Universal del Derecho Humano a la Paz de la UNESCO, actualmente es el secretario general de Iniciativa Democrática de España y las Américas (IDEA) y profesor visitante del Miami Dade College.
Ha recibido distintas condecoraciones nacionales y extranjeras, entre otras, posee el Collar y Gran Cordón de la Orden del Libertador (Venezuela), Gran Cruz de la Orden del Infante D.Henrique (Portugal), Gran Cruz de la Orden de Mayo (Argentina), Comendador  y Gran Oficial de la Orden al Mérito de la República Italiana, Gran Cruz de la Orden de Río Branco (Brasil), Comendador de la Orden Gran Duque de Gediminas (República de Lituania). Medallas de Honor para Profesores (1°, 2° y 3° clases) y Medalla de Docencia 25 años de la UCAB.

## Obras
- Preferencias generalizadas y el origen de los productos a exportar (Editorial Sucre, 1974)
- Preferencias comerciales para un nuevo orden internacional (Universidad Simón Bolívar, Caracas, 1976)
- La protección internacional de los derechos del hombre (Academia de Ciencias Políticas y Sociales, 1987)
- La intervención del estado en la economía y el régimen de la competencia comercial internacional (Imprenta Nacional de Venezuela, 1988)
- Derechos humanos y humanismo cristiano (1996)
- Lecciones sobre derechos humanos, paz y democracia (Museo Jacobo Borges, 1997)
- Derechos humanos y responsabilidad internacional del estado (Monte Ávila Editores, 1997)
- El Nuevo Orden Mundial y Las Tendencias Direccionales Del Presente (El Centauro, 1997)
- Perfiles éticos y normativos del derecho humano a la paz (El Centauro, 1998)
- Cultura de paz y derechos humanos (Unesco, 2000)
- Revisión Crítica de la Constitución Bolivariana (Los Libros de El Nacional, 2000)
- Memoria, verdad y justicia: derechos humanos transversales de la democracia (2002)
- La libertad de expresión: de Cádiz a Chapultepec (Sociedad Interamericana de Prensa, 2002)
- La Constitución de Cádiz de 1812 (Universidad Católica Andrés Bello, 2004)
- El Derecho a la Democracia (Editorial Jurídica Venezolana, 2008)
- Código de derecho internacional (Universidad Católica Andrés Bello, 2009)
- (En coautoría) De la revolución restauradora a la revolución bolivariana (Universidad Católica Andrés Bello, 2009)
- El golpe de enero en Venezuela: Documentos y testimonios para la historia, Editorial Jurídica Venezolana, Caracas, 2013, 314 pp.
- Digesto de la democracia (Jurisprudencia de la Corte Interamericana de Derechos Humanos 1987-2014), Editorial Jurídica Venezolana/Observatorio Iberoamericano de la Democracia, Caracas/Buenos Aires, 2014, 365 pp.
- Memoria de la Venezuela Enferma: 2013-2014, Editorial Jurídica Venezolana, Caracas, 2014, 256 pp.
- La opción teológico-política de S.S. Francisco, Editorial Jurídica Venezolana, Caracas, 2015, 150 pp.
- La democracia del siglo XXI y el final de los Estados , Caracas, Cyngular-La Hoja del Norte, 2015, 140 pp.; Observatorio Iberoamericano de la Democracia / Rumbo a la Democracia, México, 2011, 280 pp.
- Historia inconstitucional de Venezuela (1999-2012), Colección de estudios políticos, 2012.
- El problema de Venezuela 1998-2016, Editorial Jurídica Venezolana, Caracas, 2016, 837 pp.
- Génesis del pensamiento constitucional de Venezuela, Real Academia Hispanoamericana de Ciencias Artes y Letras de España / Editorial Jurídica Venezolana, Cádiz/Caracas, 2018, 187 pp.
- Civilización y barbarie, Venezuela 2015-2018, Editorial Jurídica Venezolana, Caracas, 2018, 417 pp.
- Calidad de la democracia y expansión de los derechos humanos, Miami Dade College/Editorial Jurídica Venezolana, Miami/Caracas, 2018, 242 pp.
- La cuestión del Esequibo, Editorial Jurídica Venezolana, Caracas, 2023, 358 pp.